# Jardín zoológico de Bitola
El Jardín zoológico de Bitola (en macedonio: Зоолошка градина Битола) es un zoológico en Bitola, en Macedonia del Norte, fundado el 1 de mayo de 1950 con la ayuda de los parques zoológicos de Skopie, Zagreb, Belgrado y el de Subotica.
El zoológico de Bitola juega un papel importante en la esfera de la vida social, especialmente en el sector de la educación, así como la protección de determinadas especies animales. Desde su establecimiento como institución en 1950, el zoológico ha tenido una mejora constante de sus condiciones de funcionamiento con el fin de cumplir con los estándares europeos, pero estas normas no han sido cabalmente cumplidas todavía. En 2004, una serie de actividades comenzaron, con el objetivo de mejorar las condiciones en que viven los animales y aumentar el carácter educativo del zoológico.